# 北俣駅
北俣駅（きたまたえき）は、鹿児島県曽於市財部町北俣にある、九州旅客鉄道（JR九州）日豊本線の駅である。

## 歴史
- 1931年（昭和6年）11月1日：開業[1]。
- 1961年（昭和36年）4月1日：貨物取扱廃止[1]。
- 1979年（昭和54年）10月1日：荷物扱い廃止[3]。南宮崎 - 鹿児島駅間CTC化に伴い、無人駅化[2]。
- 1987年（昭和62年）4月1日：国鉄分割民営化により九州旅客鉄道が継承[1]。
- 1993年（平成5年）
  - 8月6日：平成5年8月豪雨により当駅を含む西都城駅から鹿児島駅との間が運転見合わせとなる[4]。
  - 9月19日：西都城駅 - 大隅大川原駅間で運転を再開する[4]。

## 駅構造
勾配の途中にある相対式ホーム2面2線を有する地上駅。
簡易な駅舎があるが、低い位置にあるためホームからは階段を下る。無人駅となっている。

### のりば
| のりば | 路線      | 方向 | 行先                         |
| ------ | --------- | ---- | ---------------------------- |
| 1      | ■日豊本線 | 上り | 都城・南宮崎・宮崎方面       |
| 2      | ■日豊本線 | 下り | 隼人・鹿児島・鹿児島中央方面 |

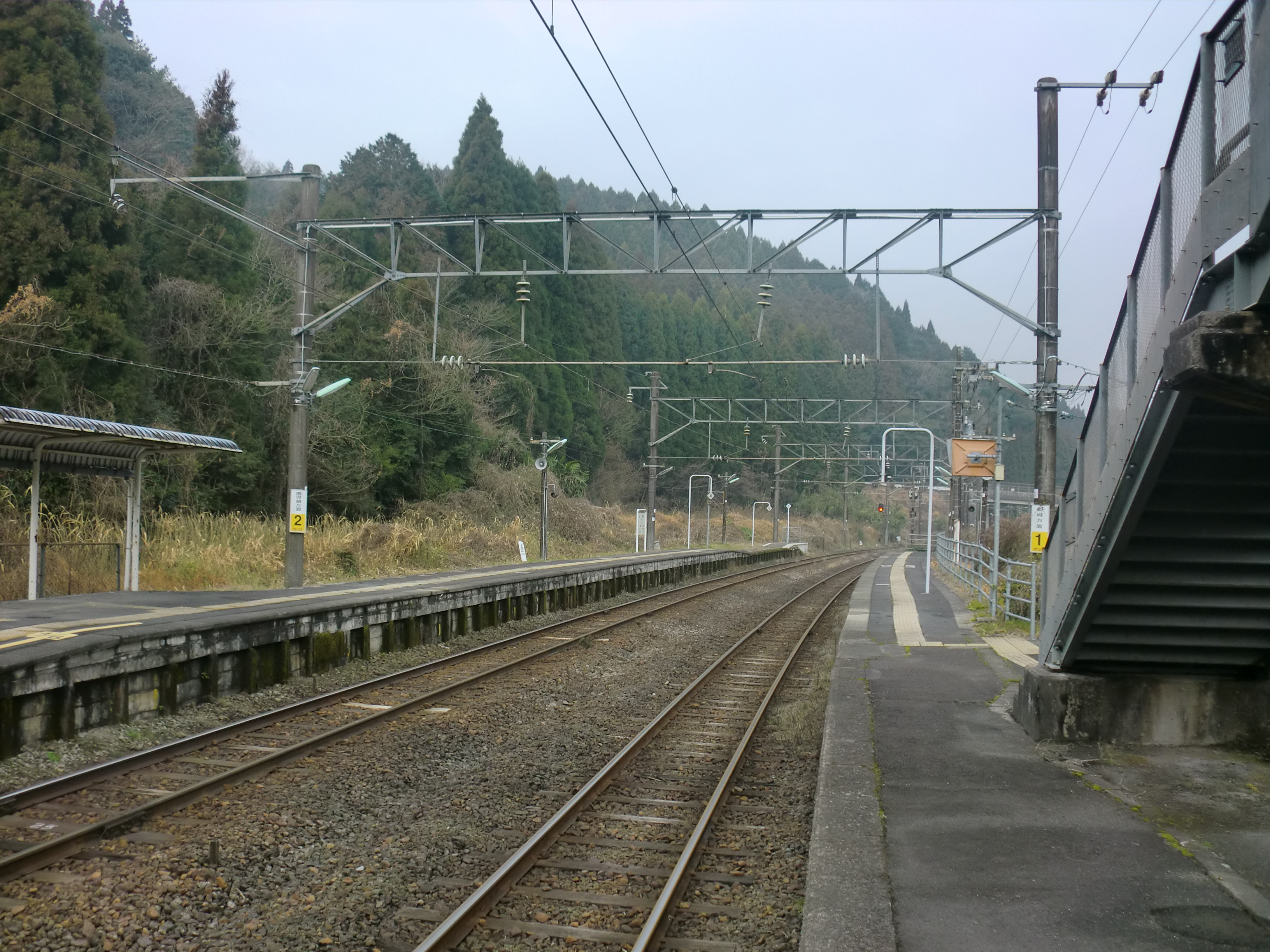
ホーム（2013年2月）

## 利用状況
- 2015年度の1日平均乗車人員は2人である。

| 年度 | 1日平均 乗車人員 | 1日平均 乗降人員 |
| ---- | ---------------- | ---------------- |
| 2007 | 4                | 8                |
| 2008 | 2                | 4                |
| 2009 | 1                | 3                |
| 2010 | 1                | 3                |
| 2011 | 2                | 5                |
| 2012 | 1                | 2                |
| 2013 | 2                | 4                |
| 2014 | 2                | 4                |
| 2015 | 2                | 5                |

## 駅周辺
山々が連なる。小さな集落があり、商店もある。
- 平田三五郎と宮内式部の墓[6] - 史跡

## 隣の駅
九州旅客鉄道（JR九州）
■日豊本線
財部駅 - 北俣駅 - 大隅大川原駅